# Antechinus godmani
Antechinus godmani је врста сисара торбара из реда Dasyuromorphia и породице Dasyuridae. 

## Распрострањење
Ареал врсте је ограничен на једну државу. Североисточна Аустралија (тачније Квинсленд) је једино познато природно станиште врсте.

## Станиште
Станиште врсте су кишне шуме на висинама од 650 до 1.650 метара. 

## Угроженост
Ова врста је на нижем степену опасности од изумирања, и сматра се скоро угроженим таксоном.